# Lengua funcional
Una lengua funcional es un tipo lingüístico unitario y homogéneo: un solo dialecto (A, B, C...) en un solo nivel (1, 2, 3...) y en un estilo único de lengua (I, II, III...).
Aunque en un texto, ya sea oral o escrito, pueden aparecer distintas variedades, en cada punto del mismo se realiza siempre una lengua funcional determinada.
Cada lengua histórica se halla constituida por un conjunto de lenguas funcionales, que en parte coinciden y en parte se distinguen unas de otras, aunque sin llegar a diferenciarse tanto como para perder la unidad.
En la obra El otro barrio, de Elvira Lindo, se muestran lenguas funcionales.